# Stadion Szombierek Bytom
Stadion Szombierek Bytom – stadion piłkarski znajdujący się na Szombierkach, dzielnicy Bytomia. Obiekt nie posiada oświetlenia, wymiary boiska to 105 na 68 metrów.
Stadion, wybudowany przez KWK Szombierki, jest częścią ośrodka sportowo-rekreacyjnego, na terenie którego znajduje się klub Szombierki Bytom. Obiekt powstał w 1968 roku, mieszcząc 20 tys. widownię (wcześniej klub występował na boisku przy ul. Zabrzańskiej). Od 2 lipca 2007 roku cały kompleks sportowo-rekreacyjny przejęła na własność gmina Bytom. Natomiast klub jest użytkownikiem obiektu i prowadzi na jego terenie działalność sportową oraz gospodarczo-biznesową
Na ośrodek sportowo-rekreacyjny składa się w sumie 27 hektarów terenu. W jego skład wchodzi stadion sportowy, domek klubowy, trzy boiska treningowe (dwa trawiaste i jedno żwirowe), dwa punkty gastronomiczne czynne w okresie letnim oraz tenisowe korty asfaltowe.
Na obiekcie odbywają się różnego rodzaju imprezy, w tym co miesiąc targ staroci, turnieje sportowe, imprezy kulturalne oraz wystawy psów.
24 marca 2009 przeprowadzona została modernizacja obiektu, remont stadionu kosztował ok. 452 tysięcy złotych, a przeprowadziła go firma Infopol z Bytomia. Zakres prac na stadionie miejskim obejmował m.in.: poszerzenie istniejących stopni widowni oraz wymianę nawierzchni betonowej, budowę konstrukcji pod montaż 537 plastikowych krzesełek. W ramach modernizacji stadionu został również wykonany remont zadaszenia trybuny, zadaszenia sektora centralnego oraz rozbiórkę sektorów bocznych istniejącego zadaszenia. Modernizacja trwała do 20 czerwca 2009.